# Boucles de l'Aulne 2025
De 85e editie van de wielerwedstrijd Boucles de l'Aulne vond plaats op 8 mei 2025. De 116 deelnemers moesten een parcours van 183,1 kilometer in en rond Châteaulin afleggen. De wedstrijd maakte deel uit van de UCI Europe Tour, met de categorie 1.1, en de Coupe de France. De Brit Lewis Askey won na een late uitval en behaalde zo zijn eerste profzege, voor de Fransen Benoît Cosnefroy en Clément Venturini.

## Uitslag
| Plaats  | Naam               | Ploeg                      | Tijd     |
| ------- | ------------------ | -------------------------- | -------- |
| Winnaar | Lewis Askey        | Groupama-FDJ               | 4u16'26" |
| 2       | Benoît Cosnefroy   | Decathlon AG2R La Mondiale | + 2"     |
| 3       | Clément Venturini  | Arkéa-B&B Hotels           | z.t.     |
| 4       | Sandy Dujardin     | TotalEnergies              | z.t.     |
| 5       | Pau Miquel         | Kern Pharma                | z.t.     |
| 6       | Thomas Silva       | Caja Rural-Seguros RGA     | z.t.     |
| 7       | Lukáš Kubiš        | Unibet Tietema Rockets     | z.t.     |
| 8       | Francisco Peñuela  | Caja Rural-Seguros RGA     | z.t.     |
| 9       | Gonzalo Serrano    | Movistar                   | z.t.     |
| 10      | Johan Meens        | Wagner Bazin WB            | z.t.     |
| 11      | Alex Aranburu      | Cofidis                    | z.t.     |
| 12      | Eduard Prades      | Caja Rural-Seguros RGA     | z.t.     |
| 13      | Bryan Coquard      | Cofidis                    | z.t.     |
| 14      | Haimar Etxeberria  | Kern Pharma                | z.t.     |
| 15      | Tom Van Asbroeck   | Israel-Premier Tech        | z.t.     |
| 16      | Vlad Van Mechelen  | Bahrain Victorious         | z.t.     |
| 17      | Axel Huens         | Unibet Tietema Rockets     | z.t.     |
| 18      | Riley Sheehan      | Israel-Premier Tech        | z.t.     |
| 19      | Maxime Jarnet      | Van Rysel Roubaix          | z.t.     |
| 20      | Hartthijs de Vries | Unibet Tietema Rockets     | z.t.     |